# 掬星台

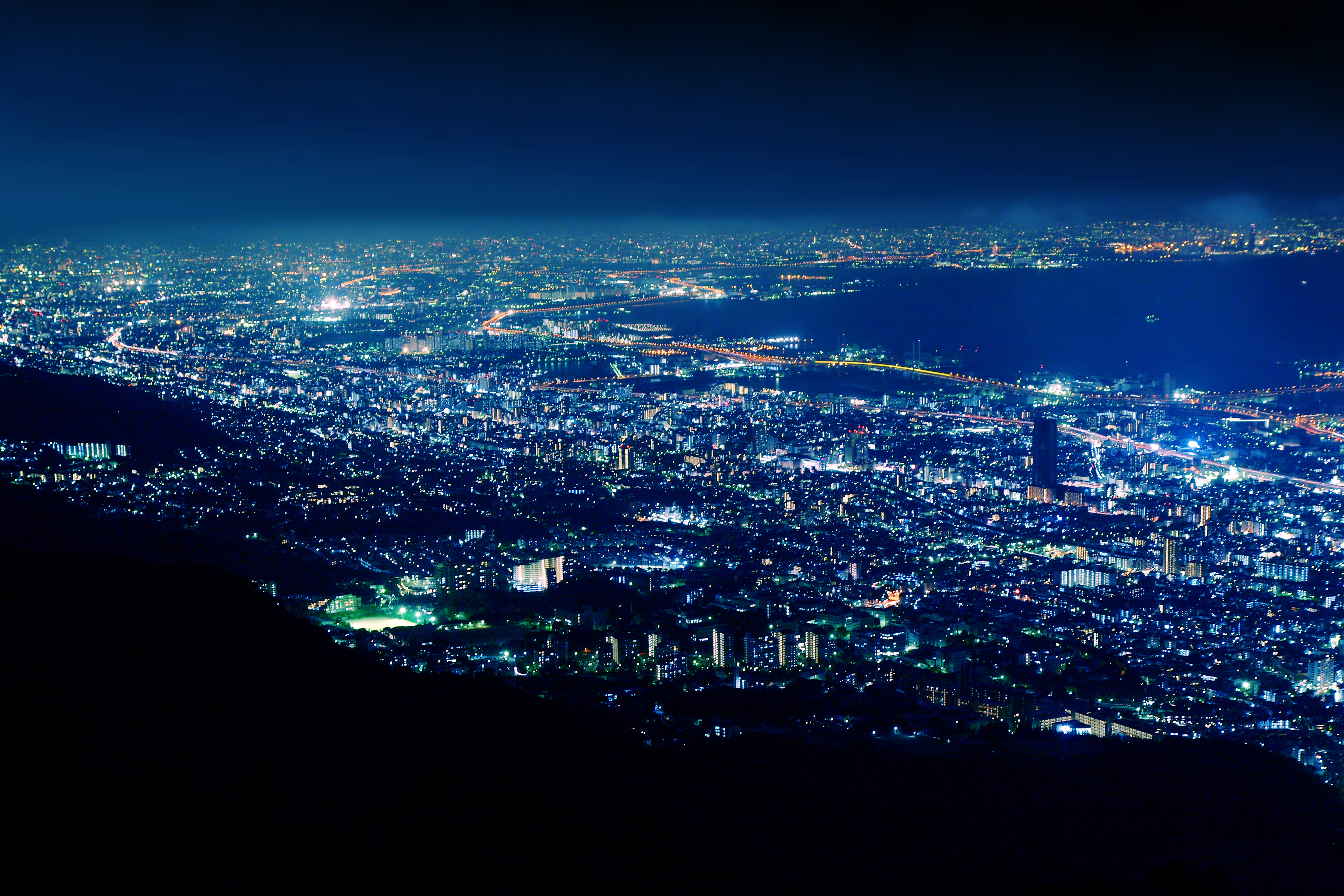
从掬星台眺望大阪湾

掬星台（日语：／ kikuseidai ?）是兵庫縣神戶市六甲山地摩耶山山頂附近的一個廣場。日本三大夜景之一。

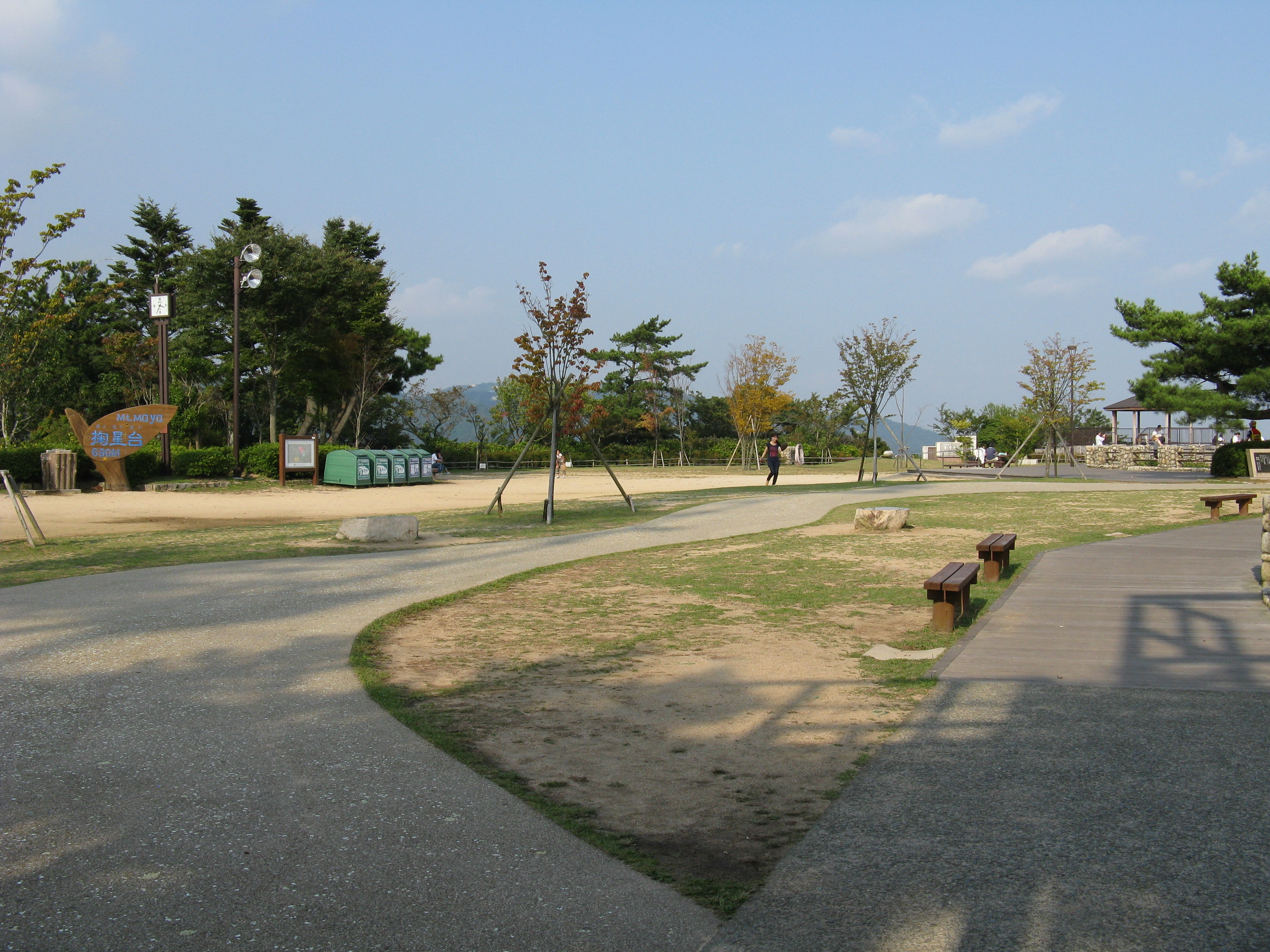
掬星台

## 概要
掬星台海拔約700米，緊鄰摩耶缆车的星之站，广场北侧靠近摩耶自然观察园。命名灵感来自此处可以“掬束绝美夜空中远在天边的的星星”。

## 地址
兵库县神户市滩区摩

## 交通
- 摩耶缆车-星之站
- 缆车六甲山线-六甲山上站转乘六甲摩耶天空区间巴士在摩耶缆车山上站（日语：摩耶ロープウェー山上）下车
- 阪急神户线-六甲站转乘阪急巴士至摩耶缆车山上站（日语：摩耶ロープウェー山上）下车

## 周边
- 摩耶自然观察园
- 忉利天上寺
- 穂高湖

## 相册

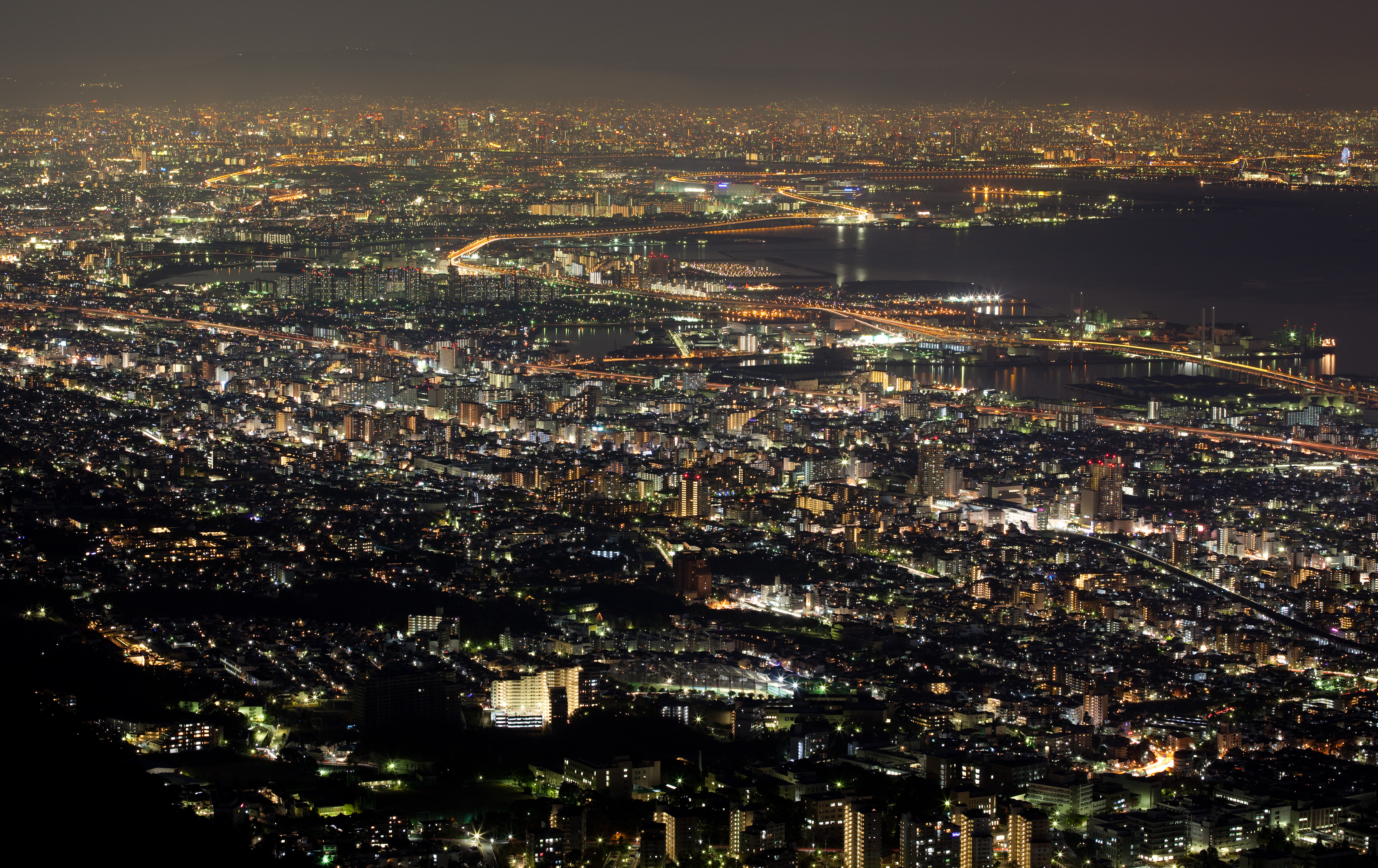
大阪湾方向
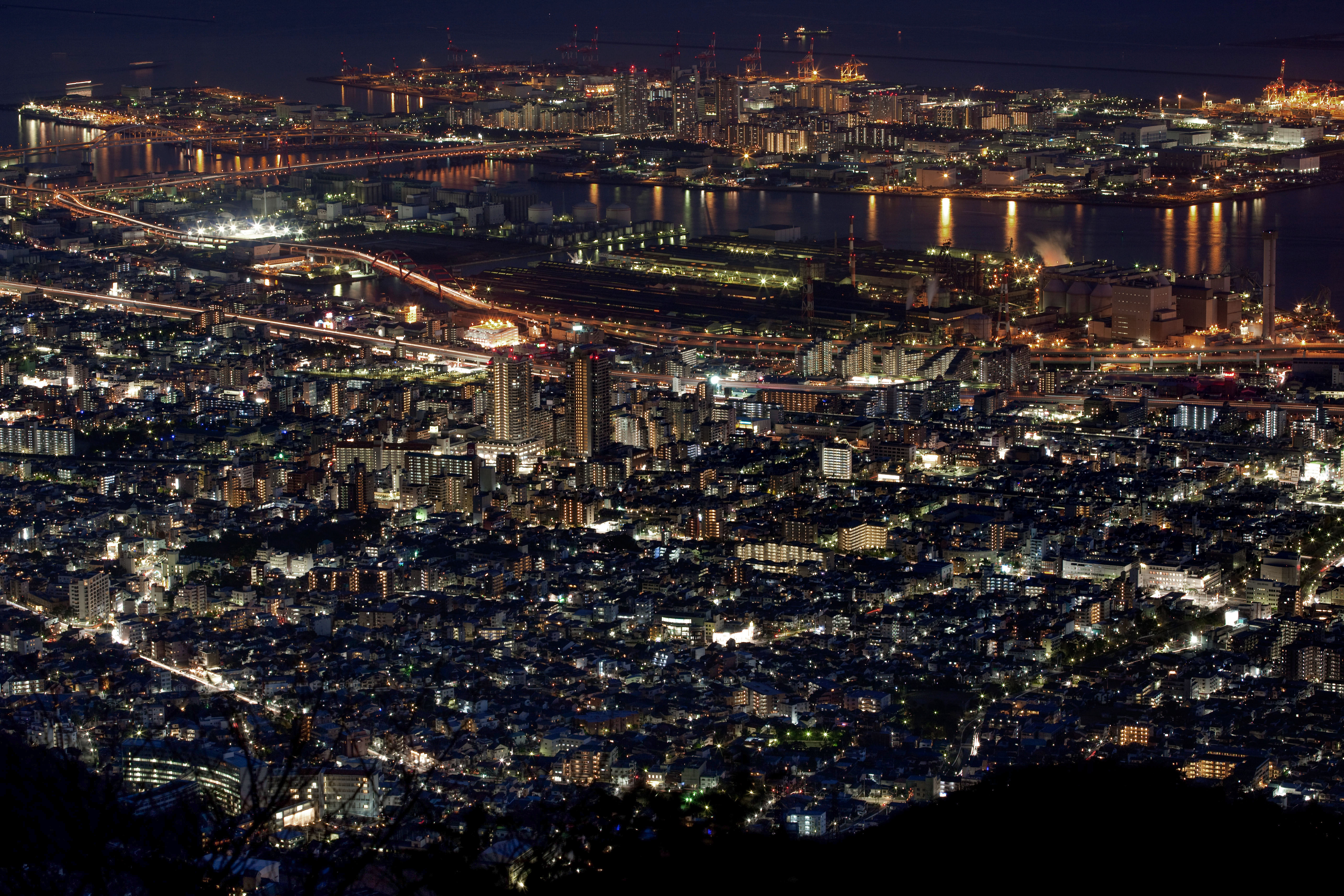
神户东滩区方向
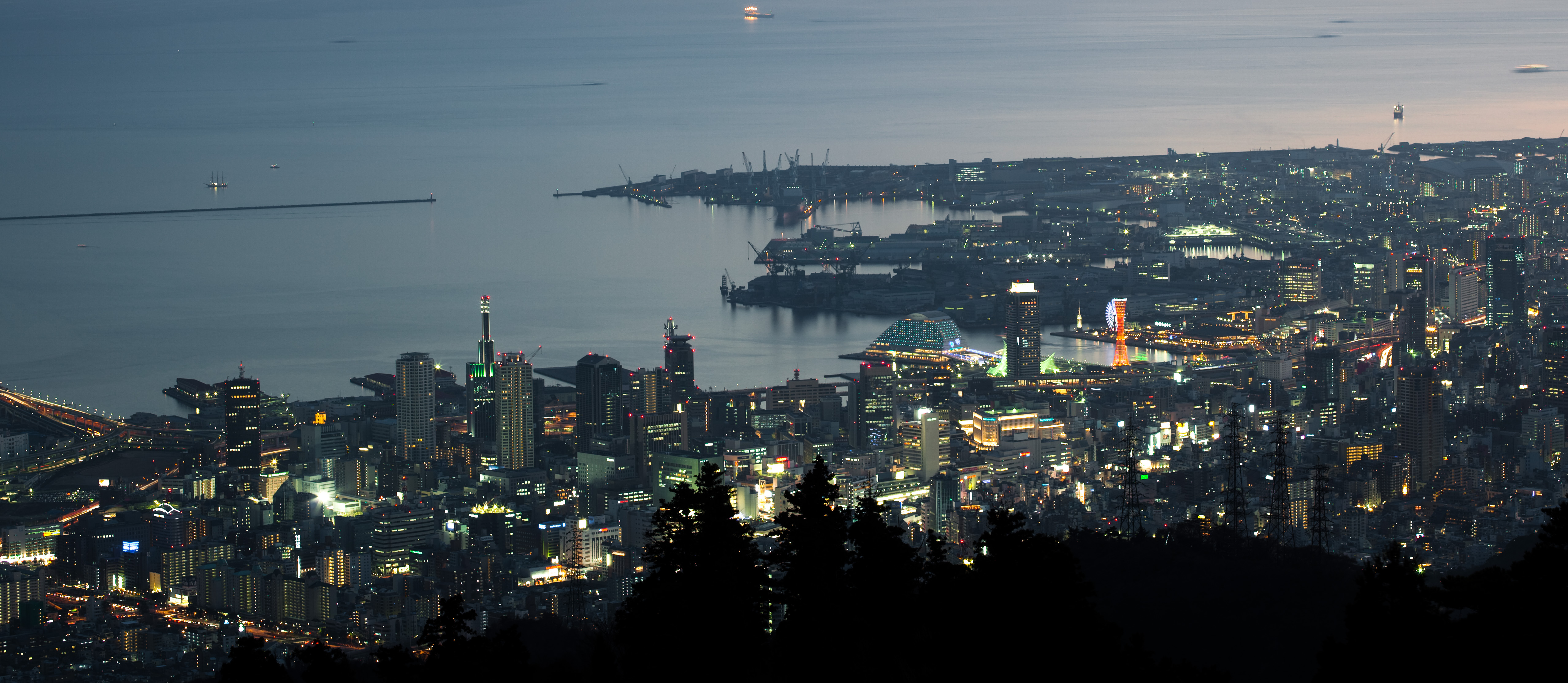
神户市市中心（中央区）